# Secretariatul General al Consiliului Uniunii Europene
Secretariatul General al Consiliului Uniunii Europene, cunoscut și drept Secretariatul Consiliului, are datoria de a asista Consiliul Uniunii Europene, Președintele Consiliului Uniunii Europene, Consiliul European și Președintele Consiliului European. Secretariatul General este condus de Secretarul General.